# 빅 코믹 스피리츠
《빅 코믹 스피리츠》(일본어: ビッグコミックスピリッツ Big Comic Spirits[*])은 쇼가쿠칸에서 발행하는 일본의 청년 만화 잡지이다. 대상 독자층은 20세부터 25세까지의 남성이다. 1980년 10월 14일에 창간되었다. 매주 월요일에 발행되며 가격은 260엔이다.

## 같이 보기
- 맛의 달인